# بایوود (لوئیزیانا)
بایوود (به انگلیسی: Baywood) یک منطقهٔ مسکونی در ایالات متحده آمریکا است که در لوئیزیانا واقع شده‌است. بایوود ۳۲٫۰ متر بالاتر از سطح دریا واقع شده‌است.